# Championnats du monde de VTT marathon 2024
Navigation
2023 2025
Les championnats du monde de VTT marathon 2024 sont la 22e édition de ces championnats, organisés par l'Union cycliste internationale (UCI) et décernant les titres mondiaux en cross-country marathon. Ils ont lieu le 22 septembre 2024 à Snowshoe en Virginie-Occidentale.
Les hommes et les femmes ont couru le même parcours sur 104 km et près de 2 000 mètres de dénivelé, commençant et finissant à Snowshoe. 27 nations ont participé aux compétitions.

## Podiums
| Épreuves | Or                 | Argent              | Bronze       |
| -------- | ------------------ | ------------------- | ------------ |
| Hommes   | Simon Andreassen   | Christopher Blevins | David Valero |
| Femmes   | Mona Mitterwallner | Sina Frei           | Candice Lill |